# Plagiolepis schmitzii
Plagiolepis schmitzii är en myrart som beskrevs av Auguste-Henri Forel 1895. Plagiolepis schmitzii ingår i släktet Plagiolepis och familjen myror.

## Underarter
Arten delas in i följande underarter:
- P. s. canariensis
- P. s. madeirensis
- P. s. pyrenaica
- P. s. schmitzii
- P. s. tingitana